# Igreja de Nossa Senhora da Conceição (Cadaval)
Igreja de Nossa Senhora da Conceição é a igreja matriz da vila do Cadaval. A actual igreja tem arquitectura do século XIX mas alguns elementos, como pinturas do final do século XVI, azulejos do século XVII e o retábulo da capela-mor do século XVIII, demonstram que existiu aqui um templo de época anterior.

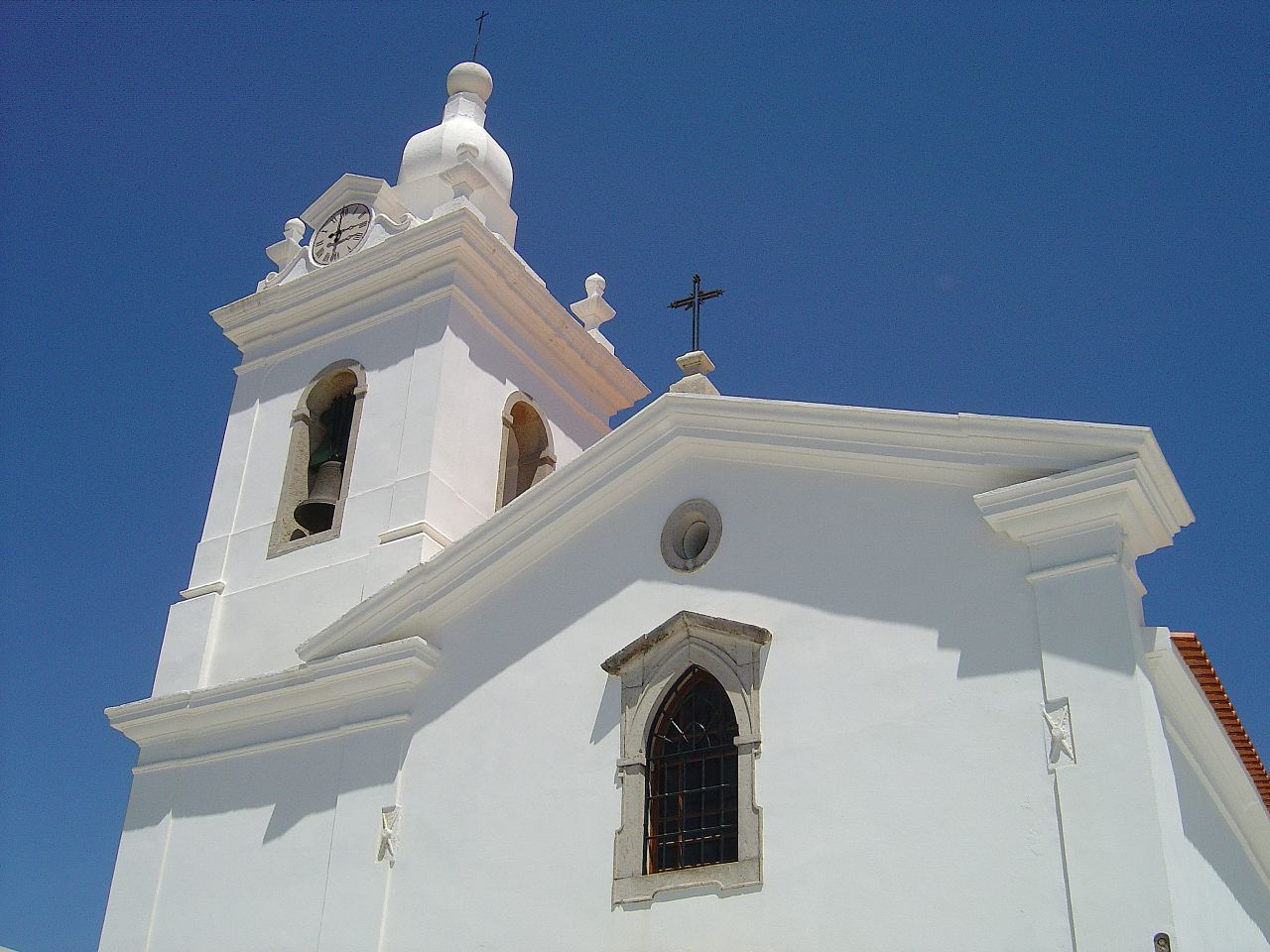
Fachada da igreja matriz do Cadaval.

Foi remodelada em 2003 e está classificada como Imóvel de Interesse Municipal desde 6 de Março de 1996.